# Katarina Sijenska
Sveta Katarina Sijenska (Siena, 25. ožujka 1347. – Rim, 29. travnja 1380.),  talijanska dominikanka, mističarka, svetica i crkvena naučiteljica. Njezino tijelo ostalo je do danas neraspadnuto.

## Životopis
Rodila se u Sieni kao 23. od 25. djece. Roditelji su joj bili Giacomo di Benincasa, bojadisar odjeće, a majka se zvala Lapa. Katarinu je još kao malo dijete, čim je došla do uporabe razuma i prvih spoznaja, neobično, privlačila crkva i sve što se u njoj zbiva. Katarinu je Bog već od najranije mladosti vodio izvanrednim putem pa je djevojčica već s 6 godina života imala na cesti svoj prvi zanos i neko viđenje. Kad je Katarini bilo 15 godina zadesila ju je vrlo velika bol. Umrla joj je najdraža sestra Bonaventura. To ju je toliko potreslo, da je odlučila prekinuti sa svijetom te se pridružiti dominikanskim trećoredicama, kojih je u Sieni bilo stotinjak. Majka Lapa se tome vrlo protivila, jer joj je već bila našla zaručnika. Katarina je bila vrlo odlučna djevojka pa je svoju odluku o izboru zvanja provela u djelo. U 19. godini života, Katarina je u mističnom zanosu doživjela svoje zaruke s Kristom postavši tako Njegova zaručnica. U jednom joj je viđenju Isus naložio da se posveti apostolatu. Deset posljednjih godina života provest će na putovanjima.
Borila se za politiku pomirenja među gradovima, pokrajinama i državama te za obnovu u Crkvi. Godine 1374. harala je po Italiji kuga i Katarina se dade na dvorbu jadnih bolesnika. Mnogima je svojom molitvom vratila natrag željeno zdravlje, a njezin je hrabri primjer potaknuo i druge da pomažu bolesnicima. Ona je svima ulijevala pouzdanje. Nalazeći se 1. travnja 1375. u crkvi sv. Katarine u Pisi, a primivši svetu pričest, zadobi pet rana na rukama, nogama i prsima.
Ona je 18. lipnja 1376. s dvadesetoricom svojih sljedbenika pošla u Avignon k papi Grguru XI. da ga moralno prisili na povratak u Rim. Već prije susreta s njime poslala mu je nekoliko vrlo energičnih pisama u kojima vapi za duhovnom obnovom Crkve i za povratkom pape u sjedište njegove biskupije. Katarina se s papom sastala tek u rujnu 1376. Papa ju je poslušao i vratio se u Rim i tako se dokončalo 70 godišnje avignonsko prebivalište papâ, koje Talijani nazvaše "babilonskim sužanjstvom". Bila je savjetnica papama Grguru VI. i Urbanu VI.
Katarina je u svom rodnom gradu osnovala samostan 1377., u kojem je rijetko boravila, jer je gotovo stalno bila na putovanju. 
Kratko pred smrt doživjela još jednu veliku bol: to je zapadni raskol, koji će potrajati 40 godina. To će je slomiti i ona 29. travnja 1380. umire u Rimu. Posljednje su joj riječi bili zazivi Kristovoj krvi: "Sangue, sangue!" - Krv, krv!

## Djela
- Pisma (Lettere, pisana 1378. – 80., objavljena 1492.)[2][3]
- Dijalog božanske providnosti ili Knjiga o božanskom nauku (Dialogo della Divina provvidenza / Libro della Divina dottrina, 1378.)[4][5][6]

## Štovanje
Papa Pavao VI. proglasio ju je 27. rujna 1970. naučiteljicom Crkve, a papa Ivan Pavao II. 1999. godine suzaštitnicom Europe. Spomendan joj je 29. travnja. Italija sv. Katarinu Siensku, uz Sv. Franju Asiškoga, štuje kao svoju prvotnu zaštitnicu.

## Vanjske poveznice
Mrežna mjesta
- Deseta molitva sv. Katarine Sijenske
- Pismo Katarine Sijenske gospođi Lapi, svojoj majci prije nego li se povrati iz Avignona  Arhivirana inačica izvorne stranice od 20. veljače 2021. (Wayback Machine)
- Sveta Katarina Sijenska crkvena naučiteljica - "Ono što ne valja s ovim svijetom upravo sam ja!"
- Sveta Katarina Sijenska: Dijalog Božanske providnosti, Split, 2006.  Arhivirana inačica izvorne stranice od 26. svibnja 2015. (Wayback Machine)
- Bl. Rajmund iz Kapue: Život sv. Katarine Sijenske, Split, 1992.  Arhivirana inačica izvorne stranice od 27. svibnja 2015. (Wayback Machine)